# Ramularia pratensis
Ramularia pratensis Sacc. – gatunek grzybów z klasy Dothideomycetes. Grzyb mikroskopijny, fitopatogen pasożytujący na roślinach z rodzaju rabarbar (Rheum), szczaw (Rumex) i szczawiór (Oxyria). Powoduje u nich plamistość liści.

## Systematyka i nazewnictwo
Pozycja w klasyfikacji według Index Fungorum: Ramularia, Mycosphaerellaceae, Capnodiales, Dothideomycetidae, Dothideomycetes, Pezizomycotina, Ascomycota, Fungi.
Synonimy:
- Ramularia pratensis var. angustiformis U. Braun & Rogerson 1998
- Ramularia pratensis Sacc. 1882, var. pratensis

Holotyp: na szczawiu zwyczajnym (Rumex acetosa), Włochy, Padwa.
W polskim piśmiennictwie za synonim Ramularia pratensis Sacc. uważany jest Ramularia rhei Allesch., jednak według Index Fungorum są to odrębne gatunki. 

## Charakterystyka
Na porażonych roślinach powoduje powstawanie na obydwu powierzchniach blaszki liściowej okrągławych, lub nieregularnych i lekko kanciastych plam o średnicy do 10 mm o barwie początkowo żółtawo-ochrowej, potem jasnobrązowej, w końcu białoszarej. Plamy otoczone są wąskim lub szerokim, czerwonawo-brązowym do fioletowego obrzeżem, sporadycznie nieco strefowanym. Sąsiednie plamy czasami zlewają się. Szarobiały nalot tworzy się na obu stronach liści.
Grzybnia patogenu jest zanurzona w tkankach rośliny. Strzępki hialinowe, septowane, słabo rozgałęzione, o średnicy 1–4 μm. Tworzą małe podkładki pod naskórkiem, lub w naskórku żywiciela. Konidiofory w małych lub dość licznych pakietach, czasami pojedynczo, wyrastające z tkanek rośliny na zewnątrz poprzez aparaty szparkowe, lub przez kutykulę. Są niemal cylindryczne, prawie proste, lub sinusoidalno wygięte, nitkowate, zazwyczaj nierozgałęzione, czasami nieregularnie rozgałęzione. Mają rozmiar (6–)10–60(–80) × 2–5 μm, są hialinowe, gładkie, bez przegród lub słabo septowane. Po oderwaniu się zarodników pozostają nieco ciemniejsze blizny. Konidia tworzą się w pojedynczych, czasami rozgałęzionych łańcuszkach. Mają kształt wąskoelipsoidalny, jajowaty lub prawie cylindryczny i rozmiary (6–)8–35(–40) × (1,5–)2–4(–5) μm. Są hialinowe, o powierzchni gładkiej lub delikatnie chropowatej. Zawierają zagęszczoną, nieco ciemniejszą cytoplazmę.

## Występowanie
Odnotowano występowanie w Ameryce Północnej, Europie, Azji. W Polsce pospolity, w piśmiennictwie naukowym podano kilkadziesiąt jego stanowisk na gatunkach z rodzaju szczaw i rabarbar. Ma znaczenie ekonomiczne, pospolicie występuje bowiem na uprawianym rabarbarze ogrodowym (Rheum rhaponticum).
Plamistość liści szczawiu i rabarbaru mogą wywoływać również inne gatunki grzybów: Ramularia rubella, Ramularia rumicis, Ascochyta rhei i Ramularia rhei.